# Pňovice
Pňovice (in tedesco Knibitz) è un comune della Repubblica Ceca facente parte del distretto di Olomouc, nella regione di Olomouc.